# Область Герца

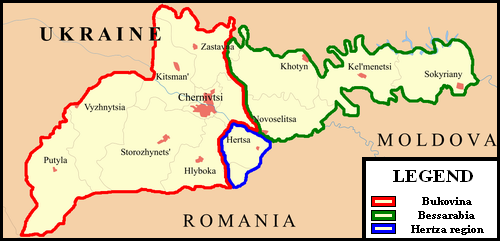
Исторические регионы Черновицкой области

Буковина и область Герца

Область Герца (Херца) (рум. Ţinutul Herţa, укр. Край Герца) — приграничная с Румынией территория в составе Черновицкой области Украины. Название территории происходит от названия одноимённого города на её территории. Население составляет примерно 32 тысячи человек, 93 % из них — румыны. Границы области близки к границам бывшего Герцаевского района, но не идентичны им.

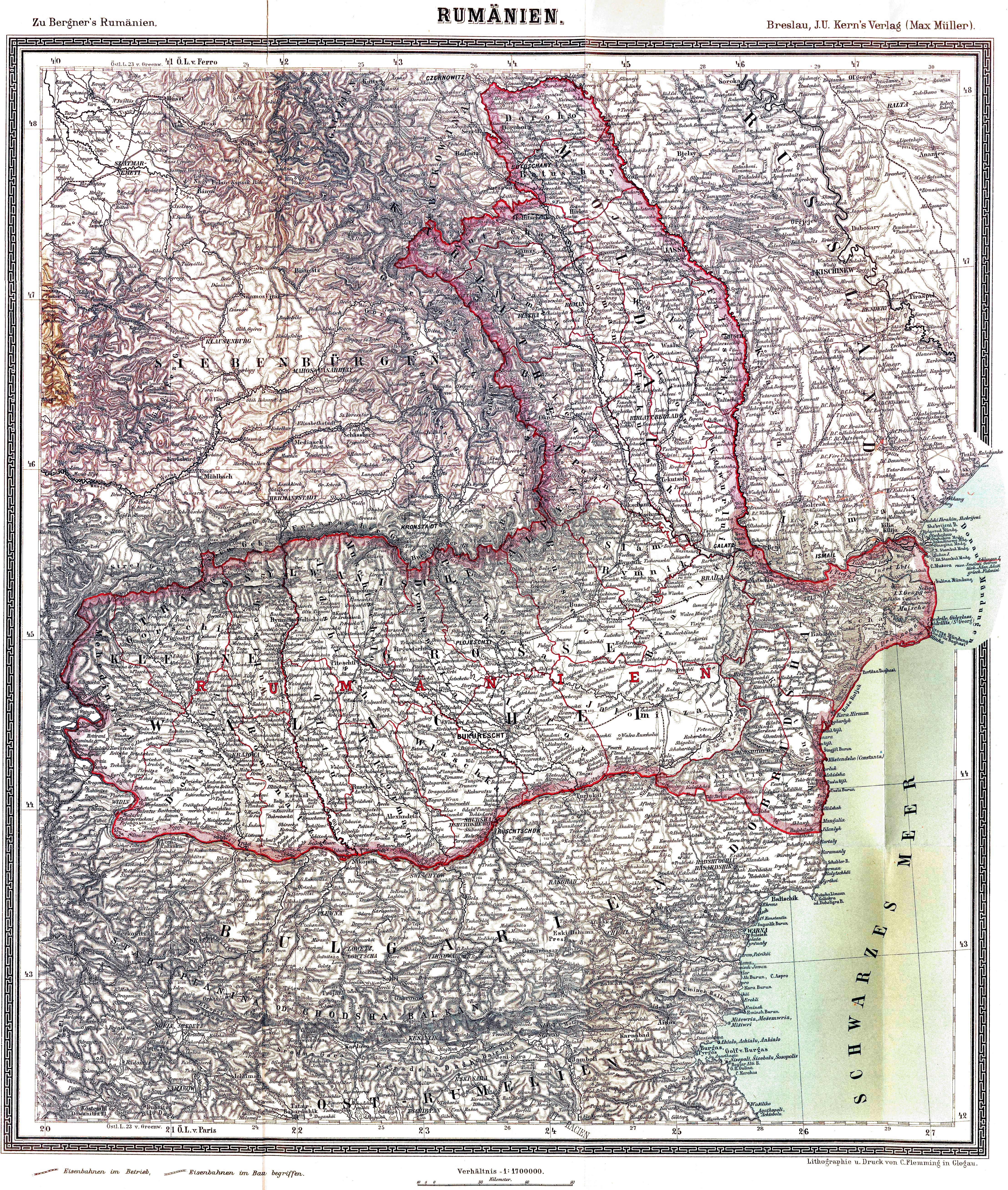
Объединённое княжество Валахии и Молдавии после подписания Сан-Стефанского договора

Область Герца является территорией исторической Молдавии, в составе которой в 1859 году она вошла в состав румынского вассального государства в составе Османской империи, а впоследствии независимого румынского государства.
В 1940 году СССР в ультимативной форме потребовал не только вернуть Бессарабию, аннексированную Румынией в 1918 году, но и передать ему северную часть Буковины, доставшейся Румынии при разделе Австро-Венгрии, и область Герца. При этом область Герца в советской и украинской историографиях, как правило, отдельно от Буковины не упоминается, а факт аннексии описывается как «возвращение Бессарабии и Северной Буковины», хотя ни Буковина, ни область Герца (в отличие от Бессарабии) в состав Российской империи до Первой мировой войны не входили.
Во время Второй мировой войны в 1941 году Румыния вернула область Герца под свой контроль и сохраняла его до 1944 года. Окончательно советская аннексия была подтверждена на Парижской мирной конференции 1947 года.
Официально Румыния не имеет территориальных претензий к Украине касательно области Герца. Однако ряд румынских и молдавских организаций и политических деятелей возражают против нахождения данной территории в составе Украины, считая действия СССР в 1940 году незаконными. В частности, президент Румынии Траян Бэсеску неоднократно заявлял, что любые претензии Украины на Приднестровье, если таковые возникнут, будут сопряжены с возвратом территорий, доставшихся Украине от Румынии по итогам Второй мировой войны. При этом речь идет не только о Северной Буковине и области Герца, но и Бессарабии (частично принадлежащей Украине), чьё возвращение в 1940 году румынские политики также считают аннексией. Точка зрения политиков в Молдавии, особенно среди унионистов, также близка к румынской. Декларация о независимости Республики Молдова прямо указывает, что «не спросив населения Бессарабии, севера Буковины и области Херца, насильственно захваченных 28 июня 1940 года, а также населения Молдавской АССР (Заднестровья), образованной 12 октября 1924 года, Верховный Совет СССР, в нарушение своих конституционных полномочий, принял 2 августа 1940 года закон „Об образовании союзной Молдавской ССР“». Незаконность действий СССР также подчёркивалась в указе (впрочем, впоследствии отменённом) бывшего и. о. президента Молдавии Михая Гимпу о признании 28 июня 1940 года Днём советской оккупации: «СССР оккупировал силой оружия Бессарабию и Северную Буковину, вопреки воле населения этого края».